# Šarūnas Jasikevičius

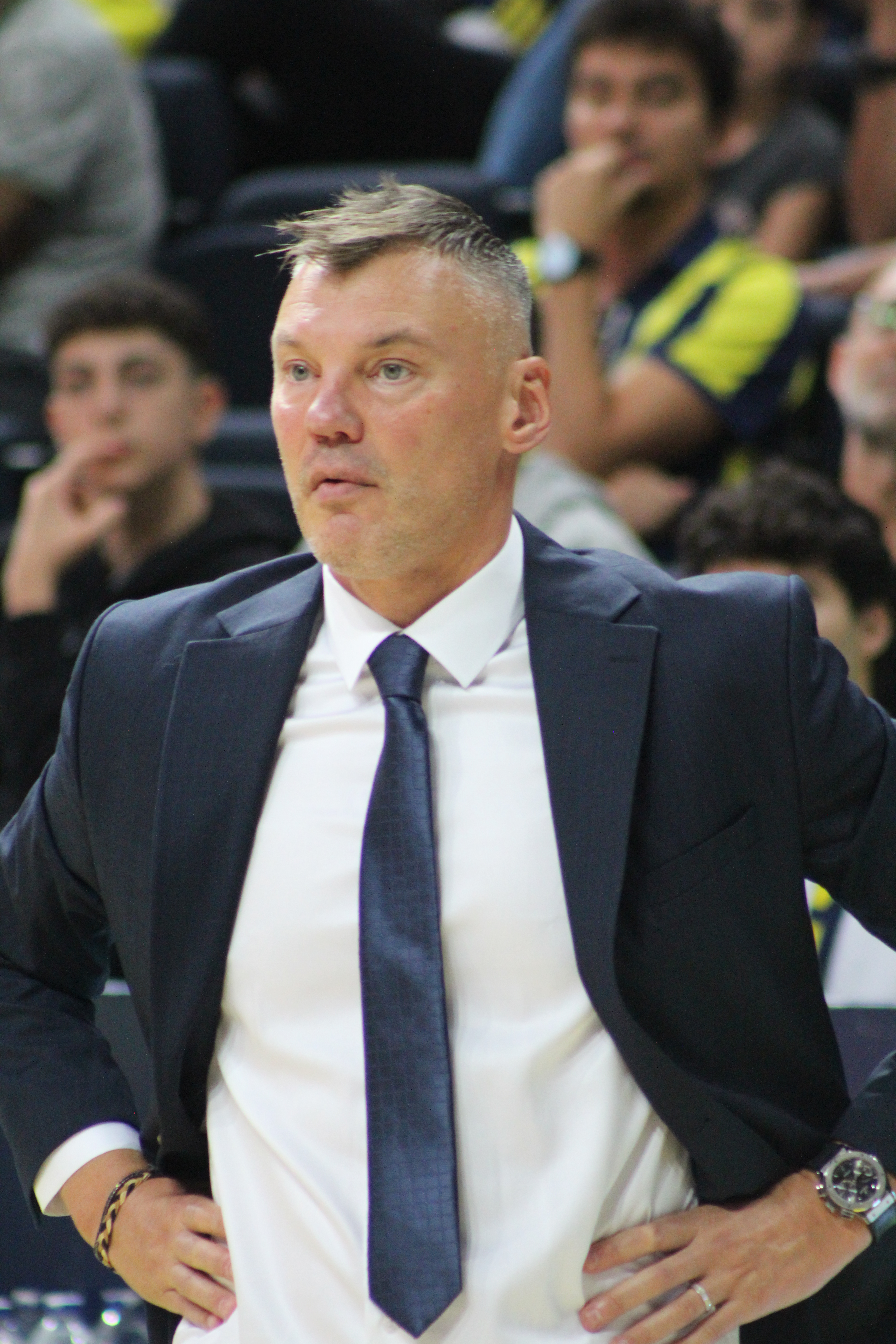
Šarūnas Jasikevičius 2024

Šarūnas Jasikevičius (fil), född 5 mars 1976 i Kaunas i dåvarande Litauiska SSR, är en litauisk basketspelare. Jasikevičius har bland annat spelat i NBA-lagen Golden State Warriors och Indiana Pacers. Han har också deltagit i många internationella mästerskap där han vunnit medaljer med Litauens herrlandslag i basket. Han spelar för Žalgiris BC i Litauen.

## Meriter

### Klubblag
- Euroleague: 2003, 2004, 2005, 2009

### Landslag
- OS-brons 2000
- EM-guld 2003
- EM-brons 2007